# Lithobius bidivisa
Lithobius bidivisa är en mångfotingart som beskrevs av Masatoshi Takakuwa 1939. Lithobius bidivisa ingår i släktet Lithobius och familjen stenkrypare.
Artens utbredningsområde är Taiwan. Inga underarter finns listade i Catalogue of Life.